# Jean Callaerts
Jean Callaerts (Mechelen, 2 september 1932) was een Belgisch wielrenner.
Hij koerste als prof gedurende de jaren 1955 tot 1962. Bij de nieuwelingen werd de jonge renner al opgemerkt door zijn goede resultaten en overwinningen. Hij behaalde meerdere overwinningen in diverse gemeenten. Tijdens zijn profcarrière behaalde hij overwinningen te Bree (1955) en te Schoonaarde (1957). In tal van andere plaatselijke koersen wist hij ook het podium te bereiken.

## Resultaten in voornaamste wedstrijden
| Jaar | Gent-Wevelgem | Omloop Het Volk | Waalse Pijl |
| ---- | ------------- | --------------- | ----------- |
| 1956 | 16e           |                 | 48e         |
| 1957 | 43e           |                 | 46e         |
| 1958 | 54e           | 48e             |             |
| 1961 |               | 24e             |             |

Callaerts is de schoonbroer van de meer bekende renner Noël Foré, die in 1994 overleed. 